# Are We Done Yet?
Are We Done Yet? är en amerikansk komedifilm från 2007 med Ice Cube i huvudrollen. Uppföljare till filmen Are We There Yet?

## Handling
Nick och Suzanne flyttar till förorten för att erbjuda sina två barn ett bättre liv. Drömmen störs av en entreprenör med bisarra affärsidéer.

## Om filmen
Filmen är inspelad i Burnaby och Vancouver. Den hade världspremiär i USA den 4 april 2007 och har inte haft svensk premiär.

## Rollista (urval)
- Ice Cube - Nick Persons
- Nia Long - Suzanne Persons

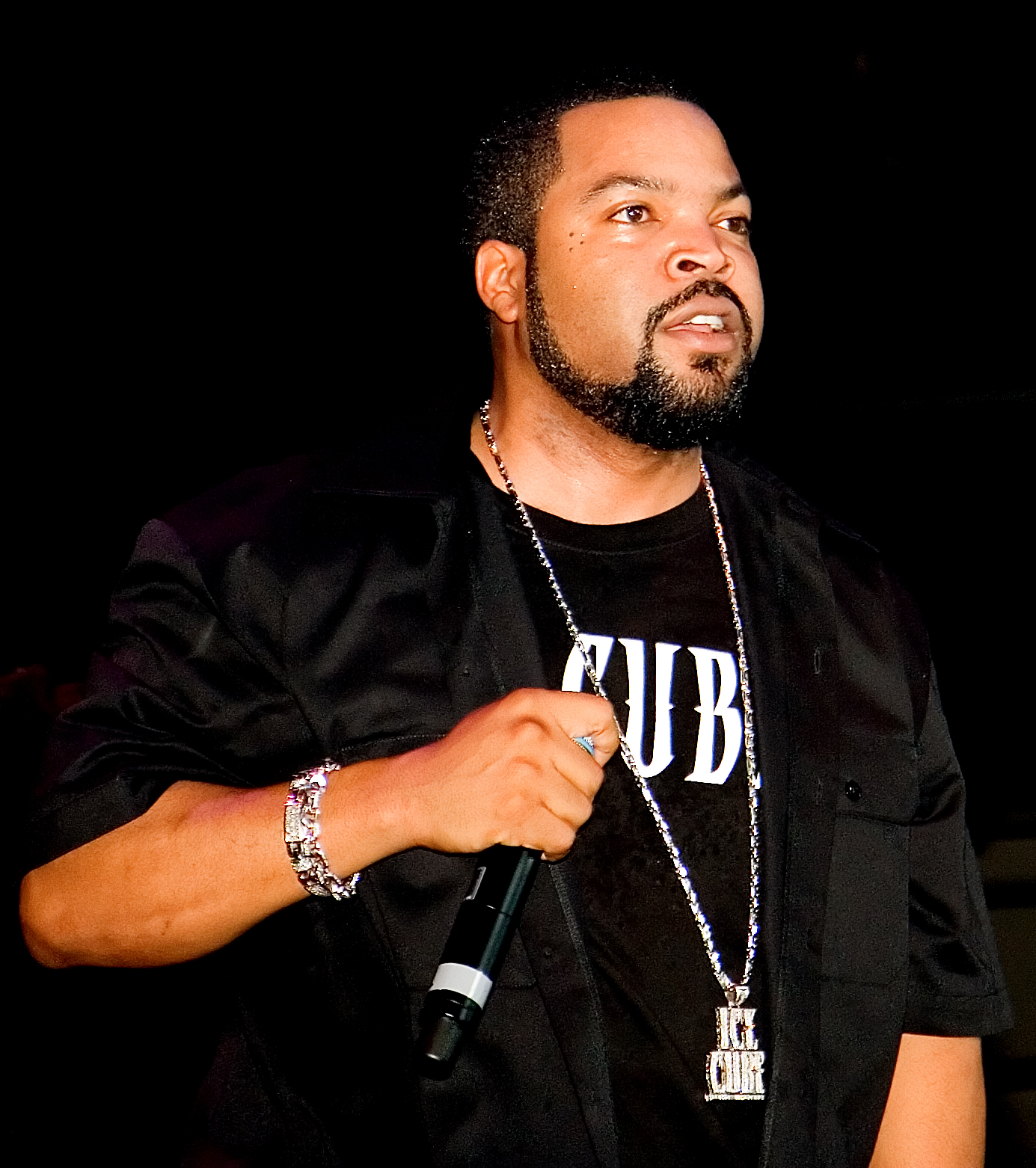
Ice Cube innehar rollen som Nick Persons

- John C. McGinley - Chuck Mitchell, Jr.
- Aleisha Allen - Lindsey Persons
- Philip Daniel Bolden - Kevin Persons
- Jonathan Katz - Mr. Rooney
- Linda Kash - Mrs. Rooney
- Magic Johnson - sig själv

## Musik i filmen
- Cantaloop (Flip Fantasia), skriven av Herbie Hancock, Rahsaan Kelly, Mel Simpson och Geoff Wilkinson, framförd av US3 featuring Rahsaan och Gerard Presencer
- Black Horse & The Cherry Tree, skriven och framförd av KT Tunstall
- Because of You, skriven av Ne-Yo, Tor Erik Hermansen och Mikkel Eriksen, framförd av Ne-Yo
- Moving On Up, skriven av Paul Heard och Mike Pickering, framförd av M People
- Ring My Bell, skriven av Frederick Knight, framförd av Anita Ward
- I Found My Everything, skriven av Raphael Saadiq, Mary J. Blige, Robert C. Ozuna och Kelvin Wooten, framförd av Mary J. Blige featuring Raphael Saadiq
- Pineapple Wine, skriven av J. Mincin, J. Greer och B. Arnovick, framförd av The Rondo Brothers
- Dueling Banjos, skriven av Eric Weissberg, Jim Brickman och Arthur Smith, framförd av Eric Weissberg och Steve Mandel
- A Boy Named Sue, skriven av Shel Silverstein, framförd av Johnny Cash
- Fun, Fun, Fun (Coptic/Soul G/Doc Re-mix), skriven av Mike Love och Brian Wilson
- Pon de Replay, skriven av Alisha Brooks, Vada Nobles, Evan A. Rogers och Carl Allen Sturken, framförd av Rihanna
- Braver Days, skriven av Amy Foster Gillies och Georgia Middleman, framförd av Morgane Hayes
- Shake You Down, skriven av Gregory Abbott, framförd av Ka'u
- The Payback, skriven av James Brown, John Starks och Fred Wesley
- Hello, skriven och framförd av Lionel Richie
- I Can't Get Next to You, skriven av Barrett Strong och Norman Whitfield, framförd av The Temptations
- Workin' Day and Night, skriven och framförd av Michael Jackson
- Chariots of Fire, skriven och framförd av Vangelis
- Take It to da House, skriven av Charles Bobbitt, James Brown, Harry Wayne Casey, Adam Duggins, Corey Evans, Mark Seymour, Trina, Fred Wesley, Trick Daddy och Richard Raymond Finch, framförd av Trick Daddy, KC & The Sunshine Band och James Brown